# Pauline Duvernay

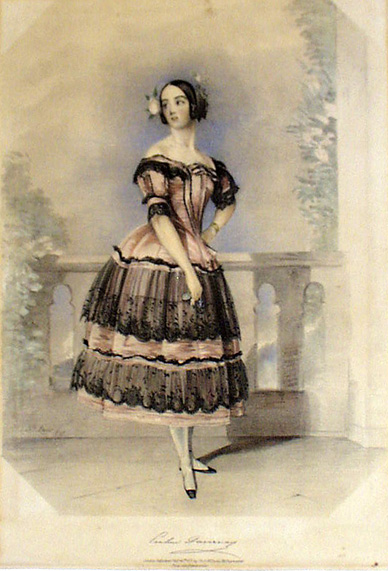
Pauline Duvernay dans la cachucha du Diable boiteux (lithographie de Lews, 1837).

Yolande-Marie-Louise Duvernay, dite Pauline Duvernay, est une danseuse française née à Paris en 1812 et morte à Mundford (Norfolk) le 2 septembre 1894.

## Biographie
Élève de Jean-Baptiste Barrez à l'école du Ballet de l'Opéra de Paris, elle travaille également avec Auguste Vestris, Jean-François Coulon et Filippo Taglioni. Engagée à l'Opéra de Paris, elle triomphe dans La Tentation de Jean Coralli (1831) et, la même année, au Théâtre de Drury Lane (Londres) dans La Belle au bois dormant de Jean-Pierre Aumer.
Sa beauté et sa technique séduisent les publics de Paris et de Londres, où elle s'illustre en 1836, tout comme Fanny Elssler, dans la cachucha du Diable boiteux.
Elle se retire en 1837, alors au sommet de la gloire, épouse un banquier anglais et se consacre aux œuvres de bienfaisance.
Elle est enterrée au Mausoleum de Roehampton.